# La vida íntima de Marco Antonio y Cleopatra
La vida íntima de Marco Antonio y Cleopatra es una película de comedia histórica mexicana de 1947 dirigida por Roberto Gavaldón y protagonizada por Luis Sandrini, María Antonieta Pons y Víctor Junco.

## Argumento
El espíritu de Marco Antonio se encuentra con otro espíritu que le invita a conocer a Cleopatra.

## Reparto
- Luis Sandrini como Marco Antonio.
- María Antonieta Pons como Cleopatra.
- Víctor Junco como Octavio.
- José Baviera como Julio.
- Rafael Banquells como Marco Antonio.
- Conchita Carracedo como Elena.
- Carlos Villarías como Septimio.
- Julián de Meriche como Ptolomeo.
- Stephen Berne como Gladiador sin melena (no acreditado).
- Fernando Casanova (no acreditado).
- Julio Daneri como Guardia pretoriano (no acreditado).
- Pedro Elviro como Ministro egipcio (no acreditado).
- Jesús Graña como Ministro egipcio (no acreditado).
- Juan José Laboriel como Esclavo (no acreditado).
- Bertha Lehar como Señora Bernales (no acreditada).
- Miguel Manzano como Policía egipcio (no acreditado).
- Francisco Pando como Miembro del senado (no acreditado).
- Humberto Rodríguez como Ciudadano romano (no acreditado).
- Hernán Vera como Depilo (no acreditado).

## Enlacex externos
- La vida íntima de Marco Antonio y Cleopatra en Internet Movie Database (en inglés).

- Datos: Q21010182